# Eneicat-CMTeam
El Eneicat-CMTeam (código UCI: EIC) es un equipo ciclista femenino de España de categoría UCI Women's Team, máxima categoría femenina del ciclismo en ruta a nivel mundial.

## Historia
El equipo femenino inicio desde 2019 como parte de la categoría UCI Women's Team con la finalidad de apoyar al ciclismo femenino profesional de España. En la actualidad el equipo leonés es representado por la ciclista española Eneritz Iturriaga.

## Material ciclista
El equipo utiliza bicicletas BH, cascos Catlike y ciclocomputadores de la marca iGPSPORT.

## Clasificaciones UCI
Las clasificaciones del equipo y de su ciclista más destacado son las siguientes:
| Temporada | Clasificación por equipos | Mejor corredor         | Posición |
| 2019      | 42.º                      |                        |          |
| 2020      | 36.º                      | Varvara Fasoi          | 105.º    |
| 2021      | 26.º                      | Aidi Gerde Tuisk       | 177.º    |
| 2022      | 38.º                      | Maribel Roxana Aguirre | 233.º    |
| 2023      | 40.º                      | Aranza Villalón        | 145.º    |
| 2024      |                           |                        |          |

## Palmarés
Para años anteriores véase: Palmarés del Eneicat-CMTeam.

### Palmarés 2025

#### UCI WorldTour Femenino
| Fechas | Carreras | Ganadora |

#### UCI ProSeries
| Fechas | Carreras | Ganadora |

#### Calendario UCI Femenino
| Fechas | Carreras | Ganadora |

#### Campeonatos nacionales
| Fechas      | Carreras                       | Ganadora       |
| 28 de junio | Campeonato de Portugal en Ruta | Daniela Campos |

## Plantillas
Para años anteriores, véase Plantillas del Eneicat-CMTeam

### Plantilla 2024
| Integrantes del equipo 2024 | Integrantes del equipo 2024 | Integrantes del equipo 2024            | Integrantes del equipo 2024 |
| Corredor                    | Fecha de nacimiento         | Equipo previo                          |                             |
| --------------------------- | --------------------------- | -------------------------------------- | --------------------------- |
| Andrea Alzate Gómez         | 9 de octubre de 1996        | Soltec Team (2022)                     |                             |
| Valentina Basilico          | 17 de abril de 2003         | Bepink (2023)                          |                             |
| Daniela Campos              | 31 de marzo de 2002         | Bizkaia-Durango (2023)                 |                             |
| Ariana Gilabert             | 12 de abril de 2000         | Laboral Kutxa-Fundación Euskadi (2023) |                             |
| Isabel Martin               | 1 de mayo de 1999           | Río Miera-Cantabria Deporte (2022)     |                             |
| Irene Mendez Melgarejo      | 14 de mayo de 1992          | Bizkaia-Durango (2023)                 |                             |
| Adele Normand               | 5 de enero de 2002          | Massi Tactic (2023)                    |                             |
| Claudia San Justo           | 3 de octubre de 2003        |                                        |                             |
| Carolina Vargas             | 28 de agosto de 2002        | Colnago CM Team (2021)                 |                             |
| Alessia Bulleri             | 19 de julio de 1993         | Aromitalia Vaiano (2018)               |                             |
|                             |                             |                                        |                             |
| Fuente: ProCyclingStats     |                             |                                        |                             |